# William McIlvanney

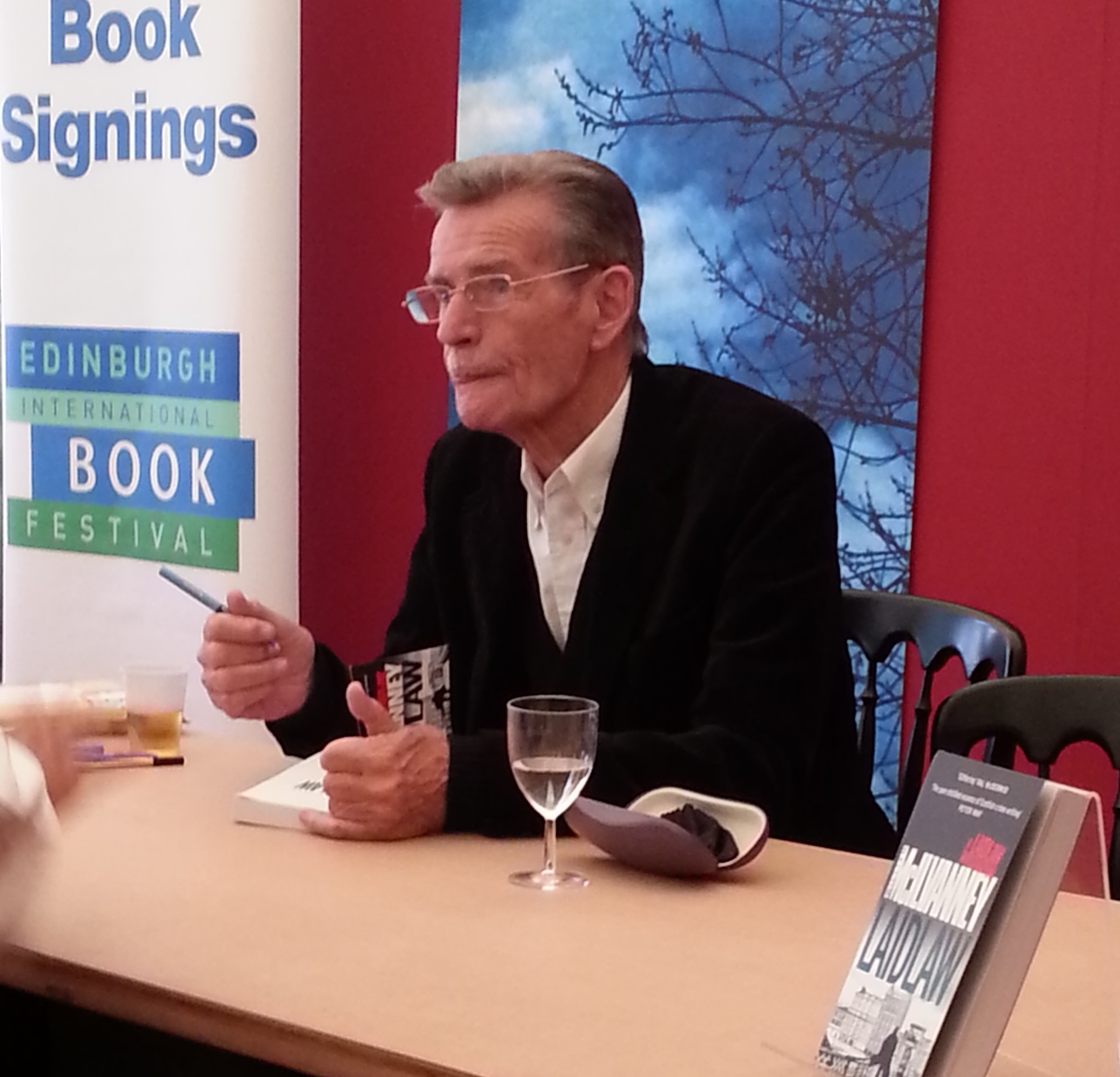
William McIlvanney (2013)

William McIlvanney (* 25. November 1936 in Kilmarnock, Schottland; † 5. Dezember 2015 in Netherlee bei Glasgow) war ein britischer Schriftsteller, der durch Krimis und sozialkritische Romane bekannt geworden ist.

## Leben
William McIlvanney wurde als Sohn eines Bergmanns geboren. Er studierte an der Kilmarnock Academy und der University of Glasgow. Er arbeitete 17 Jahre als Lehrer, bevor er sich entschloss, nur noch zu schreiben. Für seinen ersten Roman Remedy is none erhielt er den Geoffrey Faber Memorial Prize. Mit Docherty, einem seiner wichtigsten sozialkritischen Romane, gewann McIlvanney 1975 den Whitbread Award. Zahlreiche Leser fanden seine drei in Glasgow spielenden Kriminalromane um den philologisch beschlagenen, philosophisch sinnierenden, illusionslosen Detektiv Jack Laidlaw: Laidlaw, The Papers of Tony Veitch und Strange Loyalties. Sie liefern ein schonungslos realistisches Bild der von sozialen Umbrüchen gekennzeichneten Situation im Glasgow der 1970er und 1980er Jahre.
McIlvanney lebte als Journalist und freier Autor in Glasgow. Vehement setzte er sich für ein unabhängiges Schottland ein.

## Werke
- Remedy is None. Roman. 1967.
- A Gift from Nessus. Roman. 1968.
- The Longships in Harbour. Gedichte. 1970.
- Laidlaw.Kriminalroman. 1977. (Der erste Laidlaw-Roman.)
  - Im Grunde ein ganz armer Hund, dt. von Ute Tanner; Rowohlt, Reinbek bei Hamburg 1979. ISBN 3-499-42486-X
  - auch als: Laidlaw, gleiche Übersetzung; Dumont, Köln 1999. ISBN 3-7701-5020-1
  - Neuübersetzung: Laidlaw, dt. von Conny Lösch; Kunstmann, München 2014. ISBN 978-3-88897-967-5
- Docherty. Roman. 1975.
- The Papers of Tony Veitch. Kriminalroman 1983. (Der 2. Laidlaw-Roman.)
  - Die Suche nach Tony Veitch, dt. von Conny Lösch, Kunstmann Verlag, München 2015. ISBN 978-3-95614-022-8
- These Words: Wedding and After. Gedichte und Essay. 1984.
- The Big Man. Roman. 1985.
- In through the Head. Gedichte. 1988.
- Walking Wounded. Erzählungen. 1989.
- Dreaming. Drehbuch. 1990.
- Strange Loyalties. Kriminalroman. 1991. (Der 3. Laidlaw-Roman.)
  - Fremde Treue, dt. von Conny Lösch, Kunstmann Verlag, München 2015. ISBN 978-3-95614-023-5
- Surviving the Shipwreck. Gedichte und Essays. 1991.
- The Kiln. Roman. 1996.
- Das Dunkle bleibt, dt. von Conny Lösch, Kunstmann Verlag, München 2022. ISBN 978-3-95614-508-7 (vervollständigt aus dem Nachlass durch Ian Rankin)

## Verfilmungen
- A Gift from Nessus (Episode der Fernsehserie Play for Today; Regie: James Ormerod)
- The Big Man (US-Titel: Crossing the Line / 1990, Regie: David Leland)
- Dreaming (Episode der Fernsehserie Screen Two; Regie: Mike Alexander)

## Auszeichnungen
- 1967 Geoffrey Faber Memorial Prize für Remedy is None
- 1968 Scottish Arts Council Book Award für A Gift from Nessus
- 1975 Scottish Arts Council Book Award für Docherty
- 1975 Whitbread Book Award (Bester Roman) für Docherty
- 1977 Crime Writers’ Association Macallan Silver Dagger für Laidlaw
- 1983 Crime Writers’ Association Macallan Silver Dagger für The Papers of Tony Veitch
- 1992 Scottish Arts Council Awards für Surviving the Shipwreck und Strange Loyalties
- 2013 Glenfiddich Spirit of Scotland Award für das Lebenswerk